# Juri Gatt
Juri Thomas Gatt, född 9 augusti 2001 i Innsbruck, är en österrikisk rodelåkare.

## Karriär
I januari 2024 vid VM i Alternberg tog Gatt tillsammans med Riccardo Schöpf guld i dubbel och brons i dubbelsprint.